# Minttu

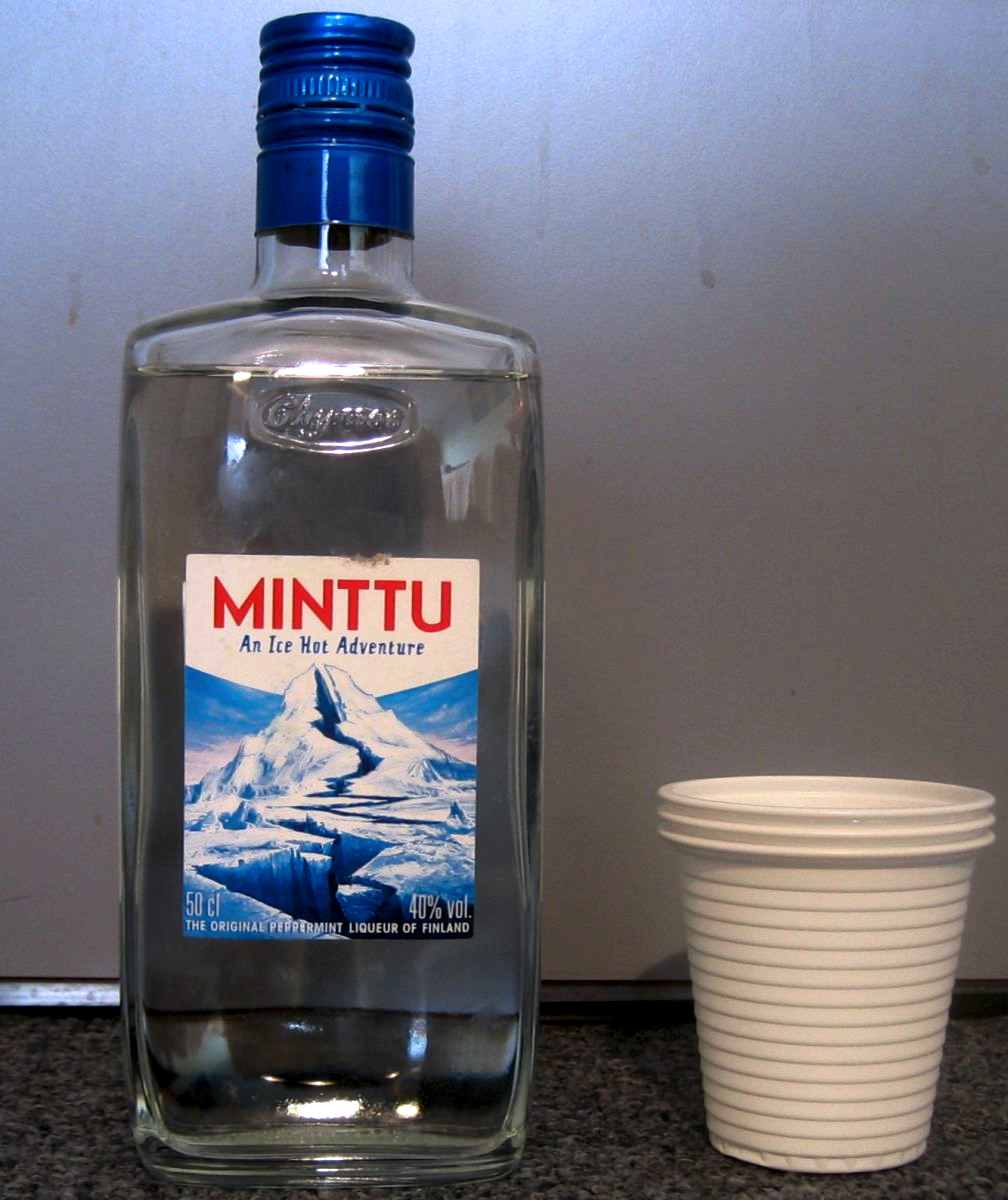
Minttu

Minttu ist der Name eines Likörs aus Finnland.
Minttu gehört neben Lakka zu den bekanntesten Spirituosen aus Finnland. Es handelt sich um einen 1979 auf dem Markt eingeführten Pfefferminzschnaps, den es mit 40 % und 50 % (nur für den Export) Alkohol gibt. Produziert wird Minttu in Turku vom Unternehmen V&S Finland, einer Tochtergesellschaft der V&S Group, die seit 2008 dem französischen Spirituosenkonzern Pernod Ricard gehört. Im Oktober 2024 vereinbarte Pernod Ricard den Verkauf von Minttu mitsamt seinen anderen finnischen Marken inklusive der Produktionsstätte in Turku an Hartwall, ein finnisches Tochterunternehmen des dänischen Konzerns Royal Unibrew.
Minttu war der erste reine Pfefferminzschnaps der Welt. Der Geschmack ist minzig-süß. Seit 2007 wurden neue, aromatisierte Varianten eingeführt, die einen reduzierten Alkoholgehalt von 35 % haben. Häufig wird der Likörschnaps gekühlt als Shot dargeboten. Dazu wird er in das Tiefkühlfach des Kühlschranks gelegt, wo er dickflüssiger wird und sich kleine Eisstücke bilden. In Finnland wird er oft gemeinsam mit heißer oder kalter Trinkschokolade verzehrt.
Minttu wird in folgenden Sorten produziert:
- Peppermint 40 % vol und 50 % vol (Original)
- Black Mint 35 % vol (mit Salmiakgeschmack)
- Choco Mint 35 % vol
- Pear Mint 35 % vol (Birne)
- Minttu Twist Bubble Gum 16% vol
- Twist Lakritz 16 % vol
- Twist Polka 16 % vol

Ehemals produzierte Sorten sind:
- Chili Mint
- Euka
- Mentha